# Robert E. Lucas
Robert Emerson Lucas Jr. (* 15. September 1937 in Yakima, Washington; † 15. Mai 2023 in Chicago, Illinois) war ein US-amerikanischer Ökonom und Träger des Alfred-Nobel-Gedächtnispreises für Wirtschaftswissenschaften des Jahres 1995. Er wurde u. a. bekannt durch die nach ihm benannte Lucas-Kritik. Lucas ist in der Ideengeschichte der Volkswirtschaftslehre der Neuen Klassischen Makroökonomik zuzuordnen.

## Leben
Als junger Mann war er besonders politisch interessiert und wollte verstehen, wie die Wirtschaft die Geschichte antreibt.  Lucas, der Sohn einer Modeschneiderin und eines Schweißers, studierte an der University of Chicago mit dem Bachelor-Abschluss in Geschichte 1959 und der Promotion in Wirtschaftswissenschaften 1968. Danach lehrte er bis 1975 an der Graduate School of Industrial Administration (heute Tepper School of Business) der Carnegie Mellon University, bevor er Professor in Chicago wurde.

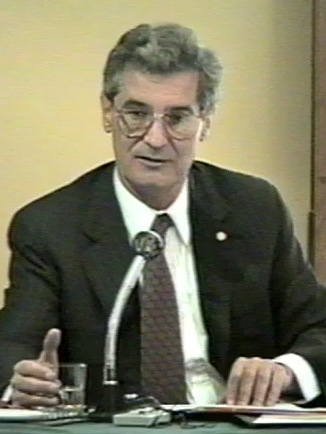

Lucas’ erste Ehefrau hatte 1988 in den Scheidungspapieren festgelegt, dass sie im Falle eines Nobelpreises ihres Mannes innerhalb der nächsten sieben Jahre die Hälfte des Geldes bekommen solle. Lucas kommentierte die Vereinbarung mit seiner Frau damit, dass abgemacht eben abgemacht sei. Lucas war anschließend bis zu seinem Tod mit der Ökonomin Nancy Stokey verheiratet.
Im Jahr 2002 stand Lucas der American Economic Association als gewählter Präsident vor. Er war außerdem seit 1980 Mitglied der American Academy of Arts and Sciences, seit 1981 Mitglied der National Academy of Sciences und seit 1997 Mitglied der American Philosophical Society.

## Wirken
Lucas erhielt 1995 für die von ihm auf die Makroökonomik angewandte Theorie der rationalen Erwartungen den Nobelpreis für Wirtschaftswissenschaften. Hierbei griff er Ideen John F. Muths auf, der die Theorie ursprünglich für die Mikroökonomik entwickelt hatte. Das Lucas-Paradoxon besteht in der Frage, warum nicht mehr Kapital von Ländern mit entwickelter Wirtschaft in Entwicklungsländer fließt, obwohl dies nach der klassischen Theorie geschehen sollte, da dort das eingesetzte Kapital pro Arbeitskraft geringer ist.

## Schriften (Auswahl)
- Expectations and the Neutrality of Money, Journal of Economic Theory, Band 4, 1972, S. 103–124
- Econometric Policy Evaluation: A Critique, Carnegie-Rochester Conference Series on Public Policy, Band 1, 1976, S. 19–46
- On the Mechanics of Economic Development, Journal of Monetary Economics, Band 22, 1988, S. 3–42
- Why Doesn't Capital Flow from Rich to Poor Countries, American Economic Review, Band 80, 1990, S. 92–96
- Studies in Business-Cycle Theory, MIT Press, 1981
- Monetary Neutrality, Nobel Lecture 1995
- mit Nancy Stokey, Edward Prescott: Recursive Methods in Economic Dynamics. Harvard University Press, 1989